# Adelaide Herrmann
Adelaide Herrmann, de naixement Adelaide Scarcez (Londres, 11 d'agost de 1853 – Nova York, 19 de febrer de 1932) va ser una il·lusionista i artista de vodevil britànica, sobrenomenada "La Reina de la Màgia".

## Biografia

### Inicis
Herrmann va néixer com Adelaide Scarcez (també lletrejat Scarsia) l'any 1853 a Londres. El seu pare, originari de Bèlgica, va participar en la creació del saló d'exhibicions Egyptian Hall, situat al carrer Piccadilly d'aquella ciutat.
De jove, Herrmann va estudiar acrobàcies aèries i dansa. Va aprendre a anar en velocípede, una bicicleta del segle xix, i va viatjar com a ciclista amb la companyia de velocípedes del professor Brown. L'any 1874 va arribar a la ciutat de Nova York com a ballarina d'Imre Kiralfy.
Va iniciar la seva carrera en la màgia com a assistent del seu marit, el mag Alexander Herrmann. Es van casar l'any 1875 a l'ajuntament de la ciutat, on l'alcalde de Nova York, William H. Wickham, va oficiar la seva cerimònia. Al costat del seu espòs (que treballava amb els noms artístics "Professor Herrmann" o "Herrmann el Gran") van entretenir al públic amb una varietat de trucs de màgia, inclosos trucs d'escapisme i el truc d'atrapar la bala. Herrmann va ser una part clau de moltes il·lusions, actuant com una levitant dorment, una bala de canó humana, una ciclista que portava a una nena sobre les seves espatlles i una ballarina que s'arremolinava espectralment en seda vermella com una columna de foc. Els Herrmann van recórrer els Estats Units, Mèxic, Sud-amèrica i Europa. L'any 1888, els Herrmann van organitzar un espectacle en el qual van revelar com l'espiritualista Ann O'Delia Diss Debar era una mèdium fraudulenta davant d'un grup de periodistes.

### Carrera en solitari

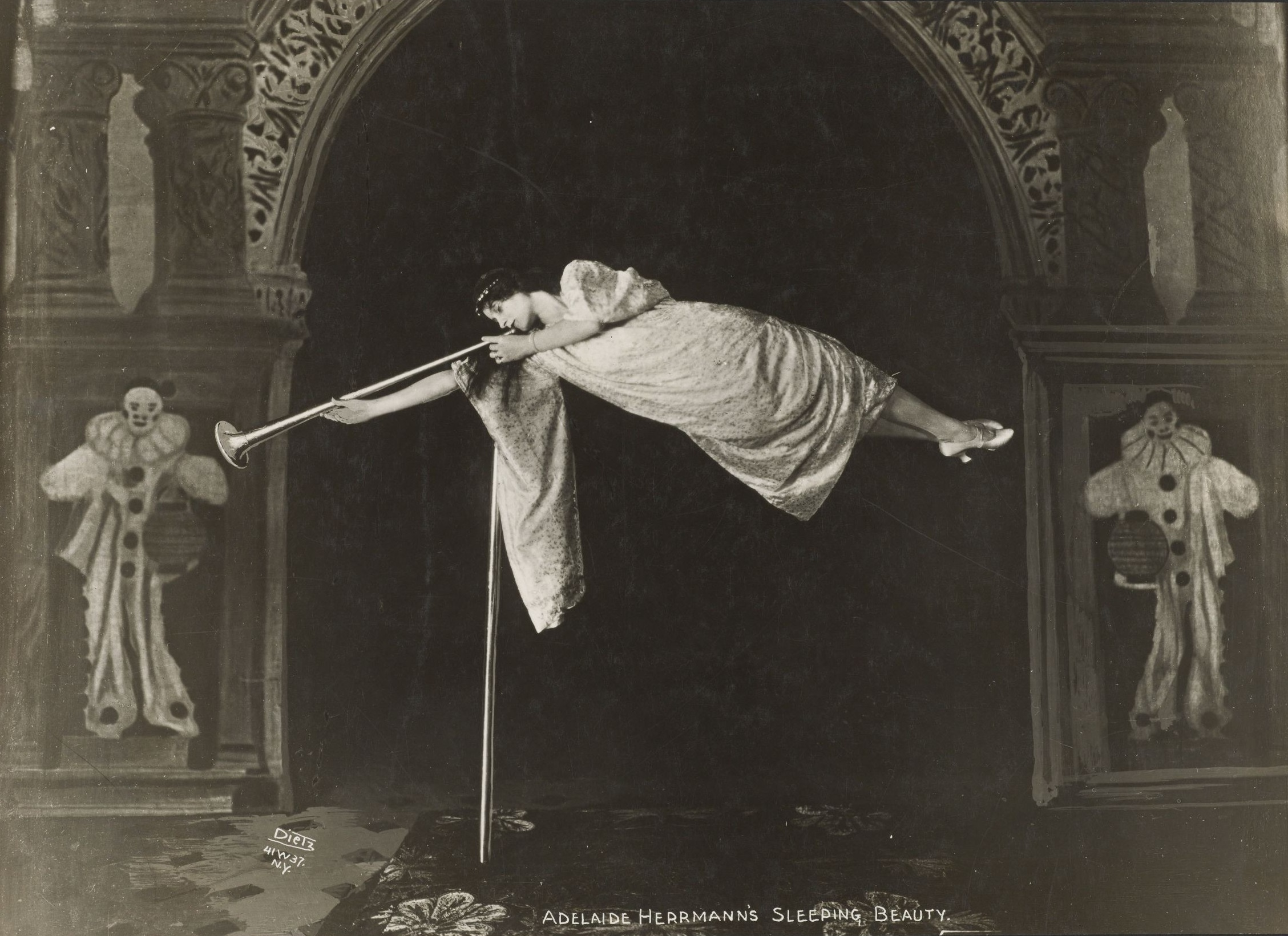
Herrmann realitzant un dels seus trucs

Quan el seu espòs va morir l'any 1896, Herrmann va decidir continuar l'espectacle. Inicialment va treballar amb el nebot del seu espòs, Leon Herrmann, però un xoc de personalitats els va portar a separar-se després de només tres temporades.
Posteriorment, es va fer extremadament coneguda com a maga per dret propi, guanyant el sobrenom de "La Reina de la Màgia". Va realitzar gires durant més de 25 anys i va actuar de manera internacional, recorrent Londres i París. El 1903, va fer el seu debut a Broadway en el Circle Theatre. Es presentava sovint amb altres actes de vodevil i va ser esmentada amb freqüència en el periòdic New York Times. En un article del 2 de novembre de 1899 per a la revista Broadway titulat "L'única dona maga del món", Herrmann va proclamar: "No estaré contenta fins que el públic em reconegui com a líder en la meva professió, i completament independentment de la qüestió del sexe".
Herrmann va ser una de les poques persones que va realitzar l'infame truc d'"atrapar la bala", i possiblement l'única dona il·lusionista que va realitzar el truc en aquella època. Malgrat alguns informes que no li agradava veure al seu espòs realitzar el perillós truc, el 19 de gener de 1897, un mes després de la mort del seu espòs, va realitzar el truc davant d'un escamot d'afusellament en el Metropolitan Opera House de Chicago. El material publicitari descrivia la presentació com la captura de sis bales disparades contra ella per un grup de milicians locals.
El seu truc favorit era "La núvia fantasma", que, tal vegada de manera significativa per a Herrmann, desenvolupava temes relacionats amb la pèrdua i el matrimoni. A través de l'hipnotisme, feia que el cos d'una núvia, embolicat de blanc, s'elevés en un escenari il·luminat. Posteriorment passava un cèrcol sobre la seva figura flotant, mostrant que no hi havia cables, i després retirava la seda blanca per a revelar que la núvia havia desaparegut. En un altre dels seus trucs, anomenat "La bruixa", Herrmann entrava a l'escenari vestida com una anciana, tractant d'aconseguir un foc que cremava en la foscor. Quan finalment arribava a la pira, se submergia en les flames. A diferència d'una de les seves il·lusions prèvies, batejada "Cremació", on tornava com un fantasma burleta, amb aquest nou truc emergia renascuda i jove.
El major èxit que va tenir en el vodevil va ser el seu truc "Arca de Noè". Al principi, mostrava una arca buida al públic, que després s'omplia amb galledes d'aigua que simbolitzaven la inundació a través de la seva xemeneia. Aviat dos gats, un negre i un altre blanc, sortien de la xemeneia, mentre sorgia una passarel·la per la qual hi desfilaven ocells, lleopards, lleons, tigres, zebres i elefants (tots els mamífers eren gossos disfressats). Un esbart de coloms blancs volava des de les finestres, i el pot bíblic s'obria per a revelar a una dona descansant en el seu interior vestida de blanc.
Va continuar actuant fins als 70 anys d'edat, quan el 1926 un incendi en un magatzem teatral en el West 46th Street a Manhattan va destruir els seus accessoris i va matar a la majoria dels animals utilitzats en la il·lusió de l'"Arca de Noè". La il·lusionista es va recuperar breument amb un espectacle més petit, anomenat "Màgia, gràcia i música", destacant els tres elements en els quals s'havia especialitzat en la seva carrera. L'Anuari Nacional d'Artistes de Vodevil de 1928 la va mostrar en el seu últim any d'actuació.
Herrmann va morir de pneumònia el 19 de febrer de 1932. Està enterrada en el cementiri Woodlawn, a Nova York.